# Giovanni Domenico Mensini
Giovanni Domenico Francesco Mensini (Siena, 23 marzo 1801 – Grosseto, 29 aprile 1858) è stato un vescovo cattolico italiano.

## Biografia
Nato a Siena il 23 marzo 1801, venne ordinato sacerdote per l'arcidiocesi di Siena il 20 settembre 1823. Laureatosi in lettere e sacre scritture, ottenne la cattedra di storia ecclesiastica all'Università degli Studi di Siena, mentre dal 1831 al 1837 fu rettore del seminario arcivescovile di San Giorgio, scelto appositamente dall'arcivescovo Giuseppe Mancini, perché secondo lui Mensini era l'unico in grado di «offrire la migliore educazione fisica e morale».
Il 2 ottobre 1837 fu nominato vescovo della diocesi di Grosseto per volere del granduca Leopoldo II, che presenziò, anche se in forma privata, all'ingresso ufficiale del vescovo tra la popolazione di Grosseto il 26 novembre dello stesso anno. Uomo di grande cultura e iniziativa, numerosi furono i contributi che il vescovo portò in Maremma, terra segnata dalla povertà e dall'analfabetismo. Fece continuare i lavori di restauro per la cattedrale di Grosseto avviati nel 1816, che terminarono nel 1845 con il rifacimento della facciata; contribuì con il canonico Giovanni Chelli all'apertura della Biblioteca comunale Chelliana, donando al momento della morte la propria libreria personale, ricca di opere di pregio. Nei giorni 16, 17 e 18 aprile 1839 tenne il sinodo diocesano.
Uno dei problemi che il vescovo prese maggiormente a cuore fu quello dell'istituzione di un seminario vescovile a Grosseto, poiché lo considerava essenziale all'interno di una diocesi. Nella primavera del 1858 si ammalò gravemente durante una visita pastorale nel territorio di Castiglione della Pescaia e morì il 29 aprile di quell'anno. Il 1º giugno si tenne il solenne funerale, con orazione tenuta dal canonico Giovanni Chelli. Nel suo testamento, Mensini aveva lasciato l'ingente somma di 30 000 scudi d'argento per l'edificazione del seminario; tuttavia, l'edificio sarà realizzato solamente a partire dal 1892.
Fu sepolto nella cattedrale di Grosseto all'interno del sacello eretto in suo onore, con busto scolpito da Luigi Cartei.
Alla morte del vescovo Mensini, la diocesi di Grosseto rimase senza vescovo fino al 1867, anno in cui venne consacrato Anselmo Fauli.

## Genealogia episcopale
La genealogia episcopale è:
- Cardinale Scipione Rebiba
- Cardinale Giulio Antonio Santori
- Cardinale Girolamo Bernerio, O.P.
- Arcivescovo Galeazzo Sanvitale
- Cardinale Ludovico Ludovisi
- Cardinale Luigi Caetani
- Cardinale Ulderico Carpegna
- Cardinale Paluzzo Paluzzi Altieri degli Albertoni
- Papa Benedetto XIII
- Papa Benedetto XIV
- Papa Clemente XIII
- Cardinale Enrico Benedetto Stuart
- Cardinale Michele Di Pietro
- Arcivescovo Giuseppe Mancini
- Vescovo Giovanni Domenico Mensini